# Castelnuovo di Farfa
Castelnuovo di Farfa ist eine Gemeinde in der Provinz Rieti in der italienischen Region Latium mit 996 Einwohnern (Stand 31. Dezember 2023). Sie liegt 52 km nördlich von Rom und 34 km südlich von Rieti.

## Geographie
Castelnuovo di Farfa liegt auf einem Hügel in den Sabiner Bergen. Zur Gemeinde gehört der Ortsteil Granica.
Die Nachbarorte sind Fara in Sabina, Mompeo, Montopoli di Sabina, Poggio Nativo, Salisano und Toffia.

## Bevölkerungsentwicklung
| Jahr      | 1861 | 1881 | 1901 | 1921 | 1936 | 1951 | 1971 | 1991 | 2001 |
| --------- | ---- | ---- | ---- | ---- | ---- | ---- | ---- | ---- | ---- |
| Einwohner | 836  | 850  | 1195 | 1190 | 1198 | 1364 | 962  | 823  | 929  |

Quelle: ISTAT

## Politik
Luca Zonetti (Lista Civica: Nuovo Castelnuovo) wurde am 31. Mai 2015 zum Bürgermeister gewählt.

## Sehenswürdigkeiten
Der Palazzo Sallustri-Galli ist die wichtigste Sehenswürdigkeit im Orte, denn sie gehört den Nachfahren des römischen Dichters Trilussa. Er hat einen seit den 1940er-Jahren angelegten Garten am Abhang zum Flüsschen Farfa mit niedrigen Rabatten und quer verlaufenden Hecken. Die Rückfassade besitzt eine Arkadenreihe mit Balkon auf unterer Blendmauer mit einem Portal, das einen Adler als Wappen zeigt.

## Kulinarische Spezialitäten
In Castelnuovo di Farfa ist das Museo dell’Olio della Sabina vorhanden, in dem die hiesige Ölherstellung dokumentiert wird.